# Dinamo Batumi
Dinamo Batumi (georgiska: დინამო ბათუმი), är en georgisk fotbollsklubb från staden Batumi, Adzjarien. Klubben spelade i den georgiska högstaligan, Umaghlesi Liga fram till säsongen 2007-08, då de blev nedflyttade till andradivisionen. Efter säsongen 2011/2012 stod det klart att klubben flyttades upp till Umaghlesi Liga. De fick dock bara spela en säsong i divisionen då de slutade näst sist och flyttades ner till Pirveli Liga 2013/2014. Klubben spelade tidigare sina hemmamatcher på Tsentraluri stadioni Batumi, som tog 18 600 åskådare. Arenan är nu riven och klubben spelade tillfälligt på Adelis stadioni, innan man år 2013 kommer att flytta till en helt ny arena, Batumi-stadion. Under säsongen 2012/2013 kommer klubben att spela på Sjukura-stadion i grannstaden Kobuleti.

## Historia
Dinamo Batumi grundades 1923, 1990 döptes klubben om till FK Batumi. 1994 fick klubben sitt nuvarande namn, Dinamo Batumi. Fyra år senare kom klubbens största framgång på senare tid, då man vann georgiska cupen och georgiska supercupen under samma år. Klubben spelade länge i Georgiens högstadivision, Umaghlesi Liga, men efter säsongen 2007/2008 flyttades klubben ner till Pirveli Liga. Sedan dess spelade de i samma liga under fyra år, men var dock under säsongen 2009/2010 mycket nära en uppflyttning till högstaligan, då man slutade trea bakom Torpedo Kutaisi och FK Kolcheti-1913 Poti, som blev uppflyttade. Dinamo Batumi slutade tvåa i uppflyttningsslutspelet säsongen 2011/2012, och flyttades därmed upp till Umahlesi Liga igen. Man flyttades efter samma säsong ner till Pirveli Liga 2013/2014.

### Säsonger
| Säsong  | Liga           | Pos. | Sp. | V  | O  | F  | GM | IM | P  | Cup          | Europa         | Noter       | Tränare    |
| ------- | -------------- | ---- | --- | -- | -- | -- | -- | -- | -- | ------------ | -------------- | ----------- | ---------- |
| 1990    | Umaghlesi Liga | 6    | 34  | 18 | 7  | 9  | 56 | 28 | 61 | Semifinal    |                |             |            |
| 1991    | Umaghlesi Liga | 5    | 19  | 10 | 2  | 7  | 28 | 21 | 32 | Semifinal    |                |             |            |
| 1991-92 | Umaghlesi Liga | 9    | 38  | 15 | 6  | 17 | 55 | 58 | 51 | Kvartsfinal  |                |             |            |
| 1992-93 | Umaghlesi Liga | 11   | 32  | 11 | 6  | 15 | 56 | 56 | 39 | Tvåa         |                |             |            |
| 1993-94 | Umaghlesi Liga | 5    |     |    |    |    |    |    |    | Semifinal    |                |             |            |
| 1994-95 | Umaghlesi Liga | 4    | 30  | 16 | 6  | 8  | 69 | 40 | 54 | Tvåa         |                |             |            |
| 1995-96 | Umaghlesi Liga | 6    | 30  | 16 | 6  | 8  | 68 | 28 | 54 | Tvåa         | CVC 1:a rundan |             |            |
| 1996-97 | Umaghlesi Liga | 3    | 30  | 18 | 8  | 4  | 71 | 22 | 62 | Tvåa         | CVC 1:a rundan |             |            |
| 1997-98 | Umaghlesi Liga | 2    | 30  | 18 | 7  | 5  | 58 | 19 | 62 | Vinnare      | CVC kvalomgång |             |            |
| 1998-99 | Umaghlesi Liga | 5    | 30  | 13 | 11 | 6  | 49 | 22 | 50 | Kvartsfinal  | CVC kvalomgång |             |            |
| 1999-00 | Umaghlesi Liga | 4    |     |    |    |    |    |    |    | Semifinal    |                |             |            |
| 2000-01 | Umaghlesi Liga | 7    |     |    |    |    |    |    |    | 16-delsfinal |                |             |            |
| 2001-02 | Umaghlesi Liga | 5    |     |    |    |    |    |    |    | Kvartsfinal  |                |             |            |
| 2002-03 | Umaghlesi Liga | 8    |     |    |    |    |    |    |    | 16-delsfinal |                |             |            |
| 2003-04 | Umaghlesi Liga | 10   |     |    |    |    |    |    |    | Kvartsfinal  |                |             |            |
| 2004-05 | Umaghlesi Liga | 8    | 36  | 9  | 12 | 15 | 35 | 33 | 39 | Kvartsfinal  |                |             |            |
| 2005-06 | Umaghlesi Liga | 6    | 30  | 17 | 7  | 6  | 42 | 21 | 58 | 16-delsfinal |                |             |            |
| 2006-07 | Umaghlesi Liga | 9    | 26  | 8  | 6  | 12 | 27 | 30 | 30 | Semifinal    |                |             |            |
| 2007-08 | Umaghlesi Liga | 13   | 26  | 4  | 4  | 18 | 16 | 51 | 16 | 16-delsfinal |                | Nedflyttade |            |
| 2008-09 | Pirveli Liga   | 8    | 30  | 9  | 9  | 12 | 33 | 42 | 36 |              |                |             |            |
| 2009-10 | Pirveli Liga   | 3    | 28  | 15 | 8  | 5  | 44 | 17 | 53 |              |                |             |            |
| 2010-11 | Pirveli Liga   | 5    | 28  | 15 | 8  | 5  | 57 | 15 | 53 | 16-delsfinal |                |             |            |
| 2011-12 | Pirveli Liga   | 2    | 14  | 7  | 3  | 4  | 18 | 13 | 24 | 16-delsfinal |                | Uppflyttade |            |
| 2012-13 | Umaghlesi Liga | 5    | 32  | 8  | 7  | 17 | 17 | 39 | 31 | 16-delsfinal |                | Nedflyttade | Gia Guruli |
| 2013-14 | Pirveli Liga   |      |     |    |    |    |    |    |    |              |                |             |            |

### Meriter
- Georgiska SSR-mästerskapen: 2
1938, 1940
- Erovnuli Liga
Klubben var georgiska mästare (2): 2021, 2023
- Georgiska cupen: 1
1998
- Georgiska supercupen: 1
1998